# ECW Extreme Music
ECW Extreme Music è un album pubblicato dalla federazione ECW nel 1998.

## Tracce
1. "This Is Extreme!" [ECW Theme]  Slash, Harry & The Slashtones  – 2:30
2. "El Phantasmo and the Chicken-Run Blast-O-Rama"  White Zombie   – 3:57
3. "Walk"  Kilgore   – 4:58
4. "Trust" [ECW Instrumental Mix]  Megadeth – 5:28
5. "The Zoo"  Bruce Dickinson, Roy Z.   – 6:07
6. "Enter Sandman"  Lemmy Kilmister feat. Zebrahead – 5:14
7. "Snap Your Fingers, Snap Your Neck"  Grinspoon – 4:26
8. "Phantom Lord"  Anthrax   – 4:30
9. "Heard It on the X"  Tres Diablos, Diamond Darrell, Vinnie Paul – 2:54
10. "Kick Out the Jams" Monster Magnet – 2:35
11. "Big Balls" Muscadine – 2:56
12. "Huka Blues" Slash, Harry & The Slashtones" – 2:50